# Janine Alder
Janine Alder (* 5. Juli 1995 in Urnäsch) ist eine ehemalige Schweizer Eishockeytorhüterin, die für die Schweizer Eishockeynationalmannschaft und für die St. Cloud State Huskies aktiv war.

## Karriere
Das Eishockey-ABC erlernte Alder beim EHC Dübendorf. Später spielte sie für den EHC Winterthur und die ZSC Lions Frauen. Im Sommer 2016 erfolgte der Wechsel in die USA, wo sie seither für die St. Cloud State Huskies in der Western Collegiate Hockey Association (WCHA) der NCAA im Einsatz steht.
Bei den Olympischen Winterspielen 2014 in Sotschi gewann Alder mit der Schweizer Nationalmannschaft die Bronzemedaille. Im April 2019 erlitt sie bei der Weltmeisterschaft in Helsinki einen epileptischen Anfall. Nach dem dritten Gruppenspiel gegen die USA klagte sie über Übelkeit und allgemeines Unwohlsein. Rettungskräfte brachten sie ins zehn Minuten entfernte Krankenhaus. Alder wurde in ein künstliches Koma versetzt, in dem sie vier Tage blieb. Drei Monate später stand sie erstmals wieder auf dem Eis, ihr erstes Spiel nach dem Vorfall bestritt sie am 4. Oktober für die St. Cloud State Huskies.
2020 kehrte sie in die Schweiz zurück und wurde vom neu gegründeten Hockey Team Thurgau aus der Women’s League verpflichtet. Nach der Saison 2020/21, in der sie als Beste Torhüterin ausgezeichnet wurde, beendete sie ihre Karriere, um sich auf ihren Job zu konzentrieren.

## Persönliches
Janine Alder besuchte das Kunst- und Sportgymnasium in Uster, ehe sie 2016 in die USA zog. An der Universität in Minnesota studierte sie bis 2020 Journalismus und Psychologie.
In ihrer Freizeit gehört das Schreiben zu den grössten Leidenschaften Alders. Ihre Bücher gibt es als e-books zu kaufen.